# پایگاه هوایی واینود
پایگاه هوایی واینود (به انگلیسی: Vaiņode Air Base) یک فرودگاه نظامی است که یک باند فرود بتن دارد و طول باند آن ۲۵۰۰ متر است. این فرودگاه در کشور لتونی قرار دارد و در ارتفاع ۱۵۸ متری از سطح دریا واقع شده است.